# Championnat du monde de Rubik's cube 2009
Navigation
Édition précédente Édition suivante
Le championnat du monde de Rubik's cube 2009, organisé par la WCA, s'est déroulé à Dusseldorf (Allemagne) du 9 au 11 octobre 2009.
Cette compétition accueille 323 participants et 32 pays différents. Le 6x6x6 et le 7x7x7 arrivent en championnat du monde à cette édition.

## Résultats
| Épreuves                              | Or                     | Argent                     | Bronze                   |
| ------------------------------------- | ---------------------- | -------------------------- | ------------------------ |
| Rubik's cube                          | Breandan Vallance      | Erik Akkersdijk            | Tomasz Żołnowski         |
| 2x2x2                                 | Rowe Hessler           | Édouard Chambon            | Łukasz Ciałoń            |
| 4x4x4                                 | Syuhei Omura           | Durben Joun Virtucio       | Erik Akkersdijk          |
| 5x5x5                                 | Dan Cohen              | Erik Akkersdijk            | Michał Halczuk           |
| 6x6x6                                 | Dan Cohen              | Michał Halczuk             | Erik Akkersdijk          |
| 7x7x7                                 | Michał Halczuk         | Bence Barát                | Dan Cohen                |
| 3x3x3 à l'aveugle                     | Guillain Potron        | Rafał Guzewicz             | Timothy Sun              |
| 3x3x3 résolution optimisée            | Olivér Perge           | Yumu Tabuchi               | Bence Barát Maarten Smit |
| 3x3x3 à une main                      | Yumu Tabuchi           | Syuhei Omura               | Rowe Hessler             |
| 3x3x3 avec les pieds                  | Yumu Tabuchi           | Erik Akkersdijk            | Timothy Sun              |
| Megaminx                              | Bálint Bodor           | Simon Westlund             | Takumi Yoshida           |
| Pyraminx                              | Yohei Oka              | Tomasz Kiedrowicz          | Oscar Roth Andersen      |
| Rubik's Clock                         | Koen Wermer            | Ernesto Fernández Regueira | Dennis Strehlau          |
| Square-1                              | Piotr Michał Padlewski | Dan Cohen                  | Grzegorz Prusak          |
| 4x4x4 à l'aveugle                     | Kai Jiptner            | Yumu Tabuchi               | Chris Hardwick           |
| 5x5x5 à l'aveugle                     | Rafał Guzewicz         | Chris Hardwick             | Ryosuke Mondo            |
| 3x3x3 résolution multiple à l'aveugle | Tim Habermaas          | Dennis Strehlau            | Timothy Sun              |
| Rubik's Magic                         | Olivér Perge           | Bálint Bodor               | Máté Horváth             |
| Master Magic                          | Máté Horváth           | Milán Baticz               | Piotr Michał Padlewski   |

## Tableau des médailles
| Rang  | Nation      | Or | Argent | Bronze | Total |
| ----- | ----------- | -- | ------ | ------ | ----- |
| 1     | Japon       | 4  | 3      | 2      | 9     |
| 1     | Hongrie     | 4  | 3      | 2      | 9     |
| 3     | États-Unis  | 4  | 2      | 6      | 12    |
| 4     | Pologne     | 3  | 3      | 5      | 11    |
| 5     | Allemagne   | 2  | 1      | 1      | 4     |
| 6     | Pays-Bas    | 1  | 3      | 3      | 7     |
| 7     | France      | 1  | 1      | 0      | 2     |
| 8     | Philippines | 0  | 1      | 0      | 1     |
| 8     | Suède       | 0  | 1      | 0      | 1     |
| 8     | Espagne     | 0  | 1      | 0      | 1     |
| 11    | Danemark    | 0  | 0      | 1      | 1     |
| Total | Total       | 19 | 19     | 20     | 58    |